# أمينة الرحال
أمينة علي الرحال (مواليد 23 أبريل 1915) محامية عراقية، وأول أمرأة عراقية تحصل على إجازة قيادة السيارة.

## السيرة الشخصية
أكملت دراستها الاولية في بغداد وبعد أن أكملت دراستها في دار المعلمات عينت معلمة في 1/10/1931. وهي من أسرة متنورة فيما كان يسمى لواء الدليم غرب بغداد لأب من أصل عربي وأم تركمانية، وكان والدها "علي صائب الرحال" يعمل ضابطاً في الجيش العثماني، ثم أصبح قائممقام عسكري ومديراً للمدرسة الحربية في أسطنبول ثم صار قائممقاماً مدنياً لعدد من المدن وبهذا فقد كان كثير التنقل.
أكملت أمينة الرحال دراستها الاولية في بغداد وبعد أن أكملت دراستها في دار المعلمات عينت معلمة في 1/10/1931، عُدت أمينة الرحال من رائدات العمل التطوعي في العراق، حيث سافرت وهي طالبة في دار المعلمات، كرئيسة لوفد المرأة العراقية، الى المؤتمر النسائي الشرقي المنعقد في دمشق في تموز من عام 1930.
استقالت أمينة الرحال من التعليم في 1/10/1939 لتدخل كلية الحقوق في 6/11/1939.
في عام 1936 وكانت في السابعة عشر من العمر حصلت على لقب السائقة المثالية، لأنها أول امرأة إستطاعت أن تسوق سيارتها الخاصة الانگليزية الصنع من نوع بيبي فورد في شوارع بغداد بعد حصولها على إجازة السوق.
تخرجت من كلية الحقوق عام 1943. وهي أول عراقية تنتمي الى نقابة المحامين بعد مرور عشر سنوات على تأسيس النقابة سنة 1943، لتكون المحامية الأولى في العراق. عملت في مكتب المحامي عبد الرحمن خضر الذي كان يدرّس في كلية الحقوق وله كتابات في القانون. أحيلت على التقاعد لأسباب صحية في 19/3/.1973. نشطت في العمل السياسي ضمن صفوف الحزب الشيوعي العراقي حتى صارت أول امرأة عضو لجنة مركزية في الحزب من عام 1941 الى عام 1943 وبجانب عملها السياسي إهتمت بالعمل الجماهيري والديمقراطي حيث أنه لما تأسست جمعية المرأة العراقية المناهضة للفاشية والنازية عام 1945 أنتخبت أمينة الرحال عضواً في هيئتها الإدارية وإستمرت في هذا العمل بالرغم من توقفها عن مزاولة العمل السياسي الحزبي وإشتركت في المؤتمر العربي النسائي في القاهرة عام 1954 وبعد ثورة 14 تموز عام 1958 عينت مشرفة تربوية حتى عام 1963 بعد انقلاب 8 شباط. أمينة هي الأخت الصغرى للماركسي المعروف "حسين الرحال" المولود عام 1901 والذي كان من منظمي أولى الحلقات الماركسية في العراق وقد أسهمت أفكاره النيرة في توجهها الماركسي لذلك إنغمرت في العمل السياسي وهي لم تزل طالبة وشاركت في الحركة الوطنية وخاصة ضمن نشاطات الشيوعيين العراقيين من خلال وثباتهم وإنتفاضاتهم ضد النظام الملكي ورموزه. وأمينة هي إبنة عم النحات العراقي المعروف [[خالد الرحال]
```
يذكر أن أمينة حصلت على تكريم من قبل مديرية المرور العامة قبل عدة سنوات وذلك لسياقتها سيارتها لأكثر من نصف قرن دون أن ترتكب أية مخالفة وبقيت لنهاية عمرها وحياتها الزاخرة لا تعرف مقدار الغرامة المترتبة على المخالفة المرورية لأنها وببساطة، لم ترتكبها مطلقاً ..!!
[
6
]
[
7
]
[
8
]
[
9
]
```

## الوفاة
انتقلت الى رحمة الله في 15 فبراير 2002.